# Alambicco distillatore a fungo

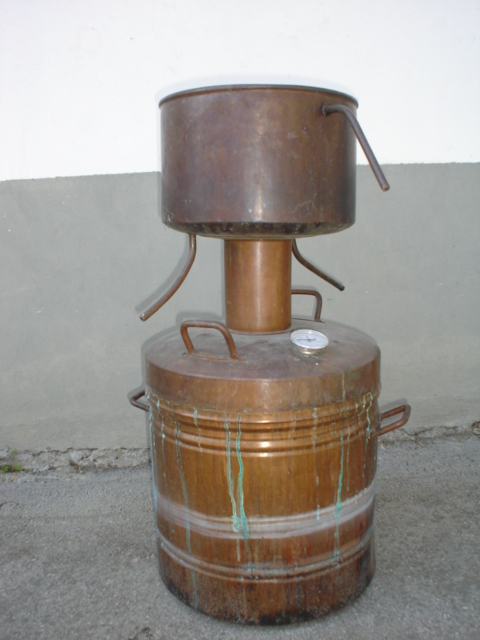
Alambicco a fungo in rame

L'alambicco distillatore a fungo è un particolare tipo di alambicco che attua un processo di distillazione in maniera discontinua. In generale un alambicco è dotato di:
- una caldaia che si trova a contatto con la fonte di calore ed è il luogo nel quale il liquido o la miscela di liquidi passa in fase vapore
- un condensatore che si trova ad una temperatura minore rispetto a quella della caldaia utile per attuare il processo di condensazione nel quale il vapore passa in fase liquida.
- un pallone di raccolta in cui si raccoglie il distillato.

La particolarità dell'alambicco distillatore a fungo è data dal fatto che su questo è montato un condensatore a testa fredda (il fungo), ovvero una vasca riempita con acqua fredda o qualsiasi altra miscela refrigerante. La vasca è dotata di un canale per l'entrata e di uno per l'uscita del refrigerante in modo che sia sempre presente liquido a bassa temperatura in ogni momento del processo di distillazione. Nella parte interna della testa fredda è presente un canale in cui si raccoglie il distillato che viene convogliato verso un condotto terminante nel pallone di raccolta. Il materiale più comunemente utilizzato nella fabbricazione dell'alambicco distillatore a fungo è il rame. Di solito questo apparecchio è dotato anche di un alloggio per il termometro in modo da poter controllare l'intervallo di temperatura di raccolta del distillato. Il processo di distillazione è detto discontinuo in quanto il carico, ovvero il materiale presente all'interno della caldaia, viene scaricato una volta che si è esaurito e la caldaia viene caricata con nuovo materiale.